# Unga flickor vid piano
Unga flickor vid piano (franska: Jeunes filles au piano) är en oljemålning av den franske konstnären Auguste Renoir från 1892. 
Den finns i fyra versioner, en är utställd på Musée d'Orsay i Paris och en annan på Metropolitan Museum of Art i New York. De två övriga är i privat ägo. Dessutom finns två skisser bevarade, en i olja som ingår i samlingarna på Musée de l'Orangerie i Paris och en i pastell som är i privat ägo. 
Till skillnad från flera kollegor, till exempel Claude Monet, var det ovanligt att Renoir målade flera versioner av samma motiv. Möjligen berodde det på osäkerhet då detta var hans första målning som han gjorde på uppdrag av franska staten. Den version som sedermera kom att inhandlas av franska staten är den som idag är utställd på Musée d'Orsay.
Renoir återkom till ett liknande motiv fem år senare då han målade Yvonne och Christine Lerolle vid pianot (franska: Yvonne et Christine Lerolle au piano). Den målades 1897 och porträtterar konstnärsvännen Henry Lerolles äldsta döttrar. Även om systrarna Lerolle stämmer in åldersmässigt är det troligen inte dem som suttit modell för 1892 års versioner. I bakgrunden på 1897 års version har Renoir målat in två målningar av Edgar Degas, till vänster Avant la course och till höger Danseuses sous un arbre. Målningen är utställd på Musée de l'Orangerie.

## Målningar

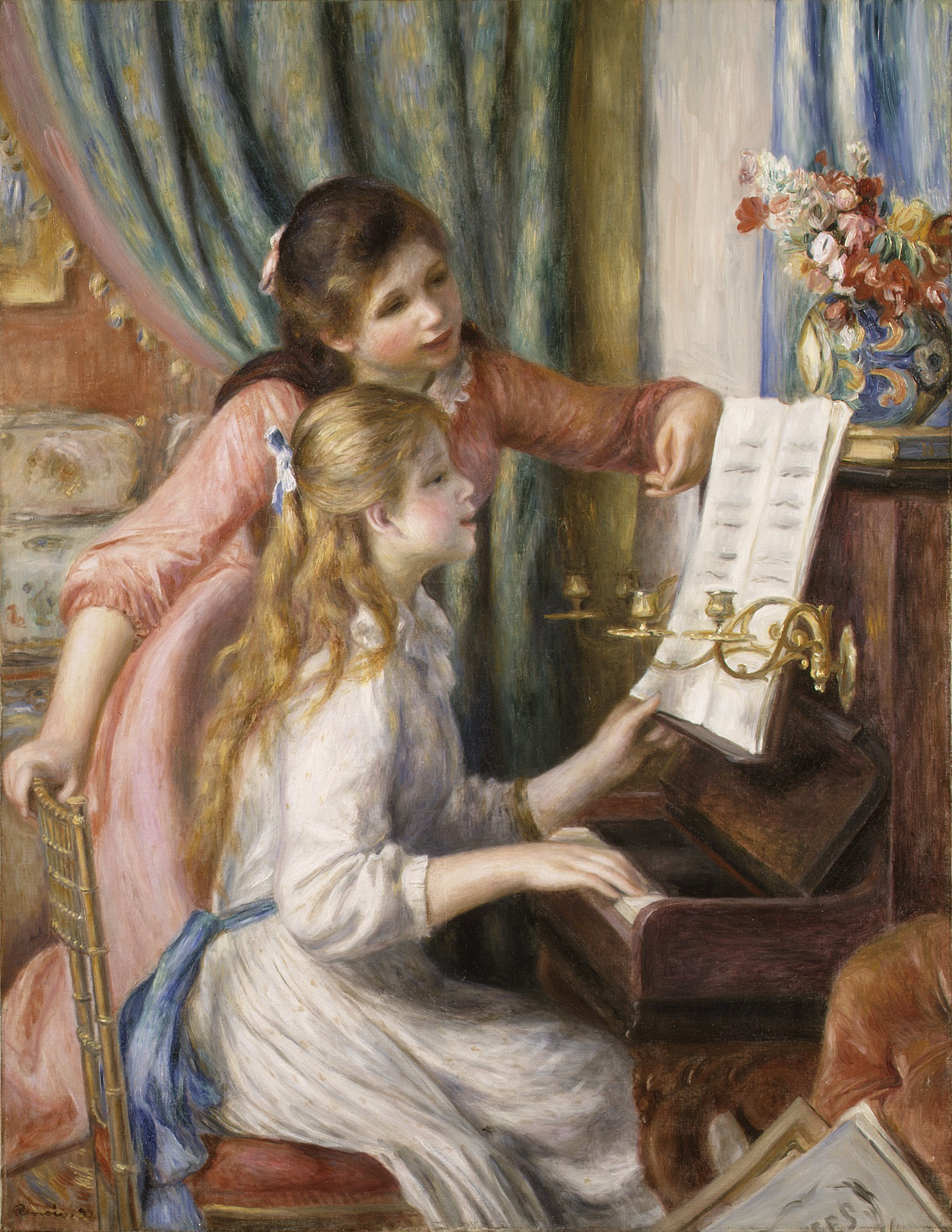
Version på Metropolitan Museum of Art (112 × 86 cm).
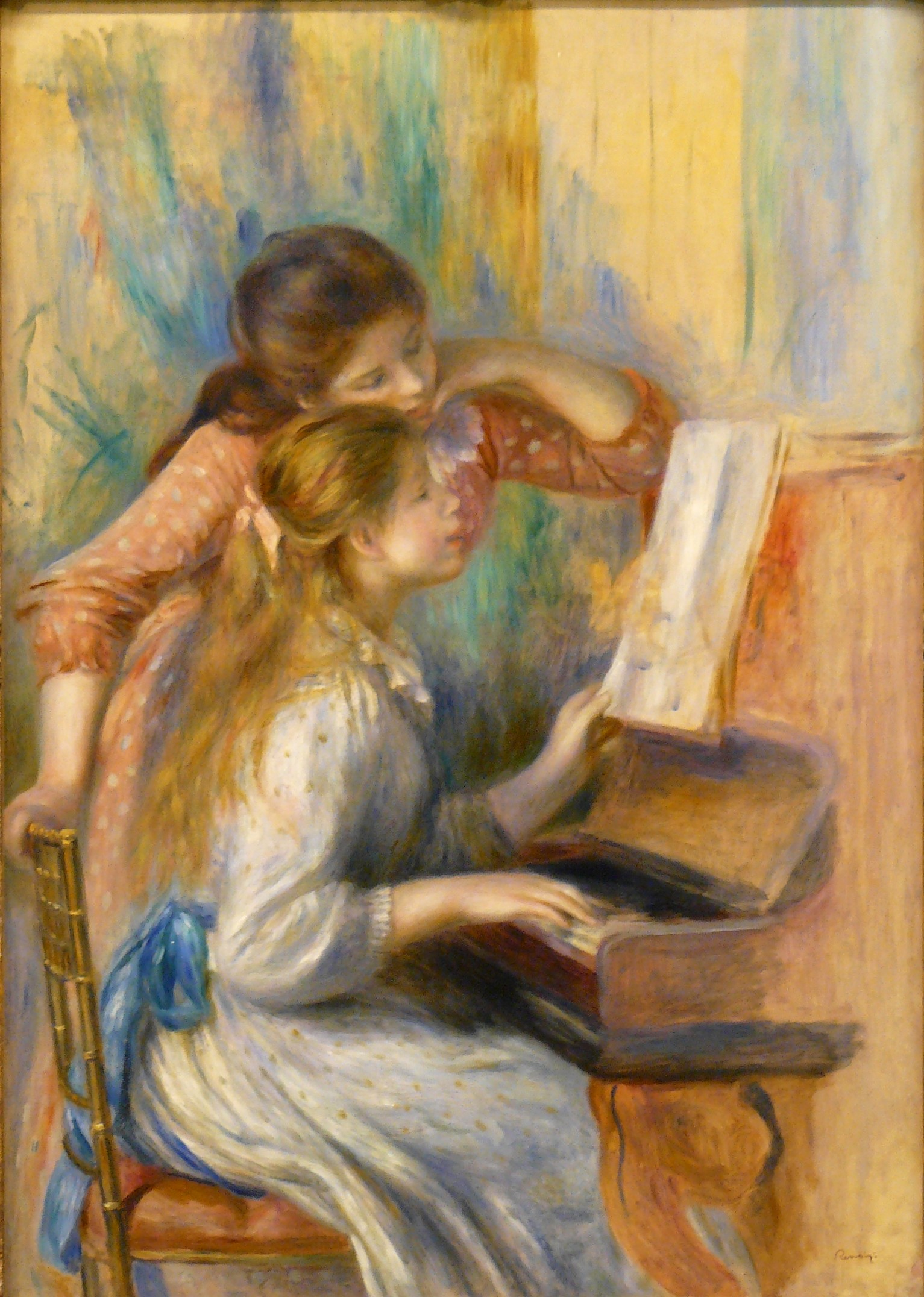
Version på Musée de l'Orangerie (116 x 81 cm).
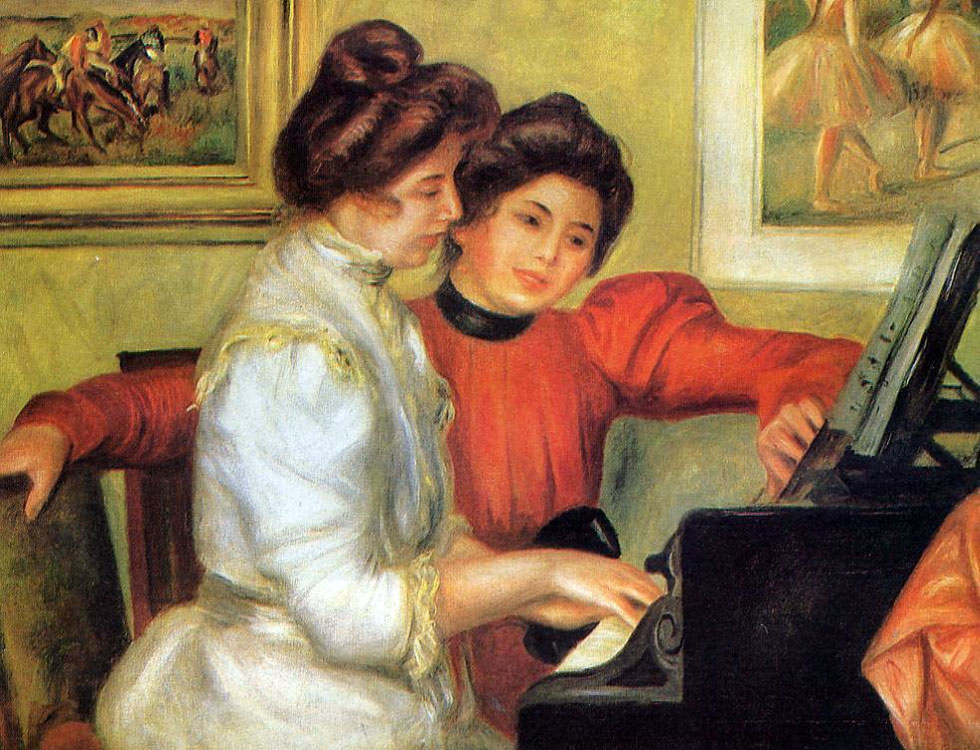
Renoirs Yvonne och Christine Lerolle vid pianot från 1897 är utställd på Musée de l'Orangerie (73 x 92 cm).
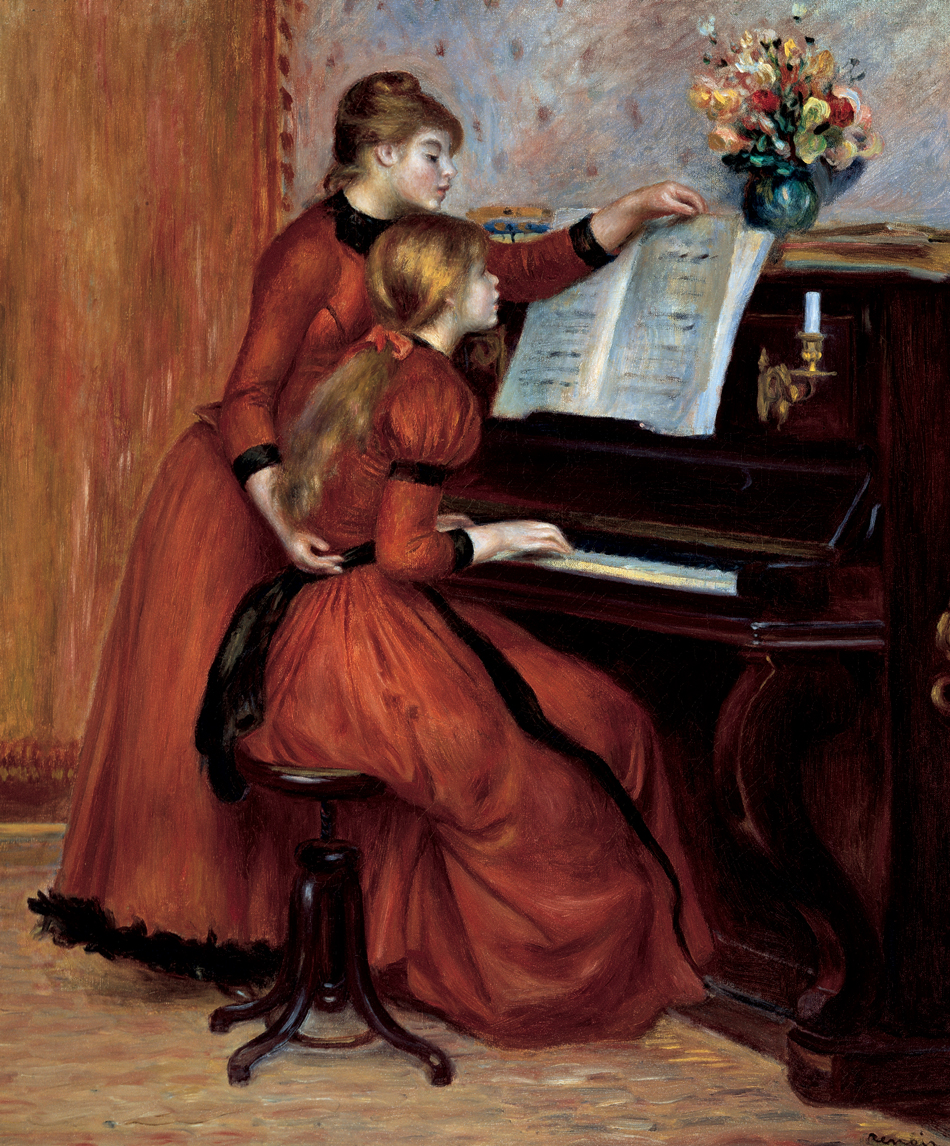
Renoirs La Leçon de piano från omkring 1889, utställd på Joslyn Art Museum i Omaha, Nebraska (56 x 46 cm).